# Biljana Popović
Biljana Popović (Niš, 10. januar 1956) srpska je graditeljka violina. Ona je prva i trenutno jedina žena graditelj violina u Srbiji i jedna od retkih ženskih graditelja u svetu.
Sa suprugom Jovanom Popovićem osnivač je udruženja građana „Savremeni Violinari” sa idejom da se, posebno mladi, muzičari kroz interaktivne radionice edukuju o procesu izrade violina kao i o osnovnim tehnikama održavanja instrumenata.
Na njenim violinama sviraju učenici i studenti u Beogradu, Novom Sadu, Školi za muzičke talente u Ćupriji, u Bosni i Hercegovini, Crnoj Gori, Švajcarskoj i Austriji.

## Biografija

### Muzička karijera
U Zemunu je završila osnovnu i srednju muzičku školu na odseku za flautu. Tokom osnovne škole je bila član dečijeg hora Radio televizije Beograd pod upravom Zlatana Vaude. Kasnije je kao član hora i orkestra Amaterskog Kulturno-Umetničkog Društva „Branko Krsmanović” nastupala je u najpoznatijim svetskim koncertnm salama, poput Carnegie Hall u Njujorku, Bellas Artes u Meksiko Sitiju, Opera Garnieru u Parizu...
Kao član Amaterskog Kulturno-Umetničkog Društva "Branko Krsmanović" je 1975. godine snimala filmovanu operetu Baron Ciganin, gde su naslovne uloge pevali Biserka Cvejić i Ivan Rebrov, a 1979. godine učestvovala i u snimanju albuma Bijelog dugmeta „Bitanga i princeza” kao i u pratećoj turneji povodom promocije albuma kroz SFRJ. Radila je profesionalno kao studijski muzičar i svirala u orkestru „Romalen”, „Orkestru Budimira Jovanovića”, „Orkestru Branka Belobrka”, a povremeno je sarađivala i sa orkestrom Radio-Televizije Srbije. Takođe je sarađivala i sa Turskom Radio Televizijom kao gost sa svojim suprugom Jovanom na emisiji Yüzyıl da geçese.

### Karijera graditelja
Krajem 2007. godine je počela da uči zanat od svog supruga i graditelja violina Jovana Popovića da bi svoju prvu potpuno samostalno izgrađenu violinu završila pet godina kasnije, 2013. godine.
U septembru 2013. godine je, sa svojom prvom samostalno izgrađenom violinom, učestvovala na međunarodnom takmičenju graditelja violina u Slovačkoj, u gradu Dolni Kubin, gde je prošla prve dve od četiri faze takmičenja što smatra uspehom za prvi izgrađeni instrument.
U julu 2017. godine je u Kremoni, u akademiji „Academia Cremonensis” završila obuku za strunjenje gudala po metodi „Lucchi” majstora Đovana Lućija i za sada, jedini je sertifikovani majstor u Srbiji za zamenu struna na gudalima.
Nastavila je da se bavi humanitarnim radom koji je započela sa suprugom Jovanom Popovićem, a do sada je poklonjeno preko 30 violina izrazito talentovanoj deci.
Sa suprugom je dva puta, 2015. i 2018. godine u organizaciji opštine Zemun bila učesnik na manifestaciji „Dani evropske baštine”.

## Nagrade i priznanja
- 2010. godine je osvojila nagradu žirija za umetnički izraz na Tamburica festu sa zemunskim Tamburašima sa Dunavom i kompozicijom svog supruga Jovana „Baka”,
- 5. novembra 2019. godine joj je, zajedno sa suprugom Jovanom Popovićem, uručena povelja sa medaljom „Zaslužni građanin Zemuna za posebne zasluge u razvoju Gradske opštine Zemun i značajna ostvarenja u oblasti umetnosti”.

## Spoljašnje veze
- Zvanična prezentacija Архивирано на веб-сајту  (26. мај 2021)
- „Biljana Popović, jedina žena u Srbiji, i na Balkanu, koja pravi violine po „recepturi“ iz 17. veka, čije su osnove postavili najslavniji graditelji”. Novosti. Приступљено 26. 5. 2021.
- „Ruka je najbolja alatka”. DrvoTehnika. Приступљено 26. 5. 2021.
- „Biljana Popovic - Baka”. You Tube. Приступљено 26. 5. 2021.